# روبرت إروين
روبرت إروين هو سياسي كندي، ولد في 17 يناير 1865 في كندا، وتوفي بنفس المكان في 7 ديسمبر 1941. حزبياً، نشط في الحزب الليبرالي في نوفا سكوشا ‏. وقد انتخب نائب حاكم نوفا سكوشا ‏ (1937 – 1940) وانتخب عضو مجلس نواب نوفا سكوتيا.